# Macugonalia tribunicia
Macugonalia tribunicia är en insektsart som beskrevs av Berg 1879. Macugonalia tribunicia ingår i släktet Macugonalia och familjen dvärgstritar. Inga underarter finns listade i Catalogue of Life.